# Армстронг, Дебби
Дебора Рэй (Дебби) А́рмстронг (англ. Deborah Rae "Debbie" Armstrong; род. 6 декабря 1963 года, Сейлем, Орегон) — американская горнолыжница, олимпийская чемпионка 1984 года в гигантском слаломе.
Интересно, что олимпийская чемпионка Армстронг не выиграла за карьеру ни одного этапа Кубка мира, и лишь один раз была на подиуме в супергиганте в январе 1984 года. Из успехов можно отметить 4-е место в гигантском слаломе на чемпионате мира 1985 года и шестое место в супергиганте на чемпионате мира 1987 года.
Завершила спортивную карьеру в 1988 году.